# عبدالحسین شیروی
عبدالحسین شیروی استاد تمام دانشگاه تهران و از حقوقدانان برجسته کشور در زمینه حقوق تجارت بین‌الملل، حقوق سرمایه‌گذاری خارجی و حقوق نفت و گاز است.

## زندگی‌نامه
عبدالحسین شیروی در سال ۱۳۴۰ در خمینی شهر اصفهان متولد شد. وی در رشته حقوق از دانشگاه تهران و کارشناسی ارشد را از دانشگاه تربیت مدرس اخذ کرد. سپس برای ادامه تحصیل به کشور استرالیا رفت و از دانشگاه آدلاید دکتری (PhD) در رشته حقوق تجارت بین‌الملل گرفت. از سال ۱۳۶۹ در مجتمع آموزش عالی قم وابسته به دانشگاه تهران تدریس را شروع کرد. ایشان هم‌اکنون استاد تمام پایه ۳۲ دانشکده حقوق دانشکدگان فارابی دانشگاه تهران است. او همچنین سردبیر مجله حقوق خصوصی است که از مجلات معتبر علمی پژوهشی کشور محسوب می‌شود. نامبرده در سال ۱۳۸۸ به عنوان یکی از استادان نمونه دانشگاه تهران انتخاب گردید. نامبرده تاکنون بیش از ۷۲ مقاله به زبان انگلیسی، فرانسه و فارسی چاپ کرده‌اند که در مجلات متعدد داخلی و خارجی به چاپ رسیده است. ایشان همچنین تاکنون راهنمای ۲۳ رساله دکتری و ۸۸ پایان‌نامه کارشناسی ارشد در دانشگاه‌های متعدد از جمله دانشکدگان فارابی دانشگاه تهران، دانشکده حقوق و علوم سیاسی دانشگاه تهران، دانشگاه تربیت مدرس، دانشگاه مفید، دانشگاه علم و فرهنگ، دانشگاه قم، دانشگاه علوم اسلامی رضوی،دانشگاه علامه، دانشگاه آزاد اسلامی و دانشگاه پیام نور را به عنوان «استاد راهنما» عهده‌دار بوده‌اند.

## کتابها
1. قانون مدنی چین، ترجمه، تحقیق و تعلیق، انتشارات شهردانش، چاپ اول، پاییز ۱۴۰۰
2. حقوق اقتصادی، انتشارات سمت، چاپ اول، پاییز 1399، چاپ دوم 1400
3. مقدمه علم حقوق، نشر میزان، چاپ اول، پاییز ۱۳۹۷
4. حقوق قراردادها: انعقاد، آثار و انحلال، سمت، چاپ اول، بهار ۱۳۹۶، چاپ دوم پاییز ۱۳۹۶
5. حقوق خانواده: ازدواج، طلاق و فرزندان، سمت، چاپ اول تابستان ۱۳۹۵، چاپ دوم پاییز ۱۳۹۵، چاپ سوم تابستان ۱۳۹۶.
6. قراردادهای بی او تی: تنظیم، ساختار و قوانین حاکم، نشر میزان، چاپ اول پاییز ۱۳۹۴، چاپ دوم۱۳۹۵
7. حقوق نفت و گاز، نشر میزان، چاپ اول، تابستان 1393، چاپ سوم ۱۳۹۵ .[۱۳][۱۴][۱۵][۱۶]
8. داوری تجاری بین‌المللی، انتشارات سمت، جاپ اول زمستان ۱۳۹۱چاپ هفتم ۱۳۹۶  [۱۷][۱۸]
9. حقوق تجارت بین‌الملل، انتشارات سمت، چاپ اول ۱۳۸۹ چاپ دهم ۱۳۹۶ [۱۹]
10. حقوق تطبیقی، انتشارات سمت، چاپ پانزدهم ۱۳۹۳[۲۰]
11. متون حقوقی (۱)، انتشارات سمت، چاپ پانزدهم ۱۳۹۶
12. متون حقوقی (۲)، انتشارات سمت، چاپ اول ۱۳۸۰، چاپ دوازدهم ۱۳۹۶
13. قراردادهای ساخت، بهره‌برداری و واگذاری (بی.او. تی)، دانشگاه تهران-پردیس قم، شرکت مهندسی و توسعه نفت، چاپ اول ۱۳۸۴[۲۱][۲۲]